# قانون إسرائيل

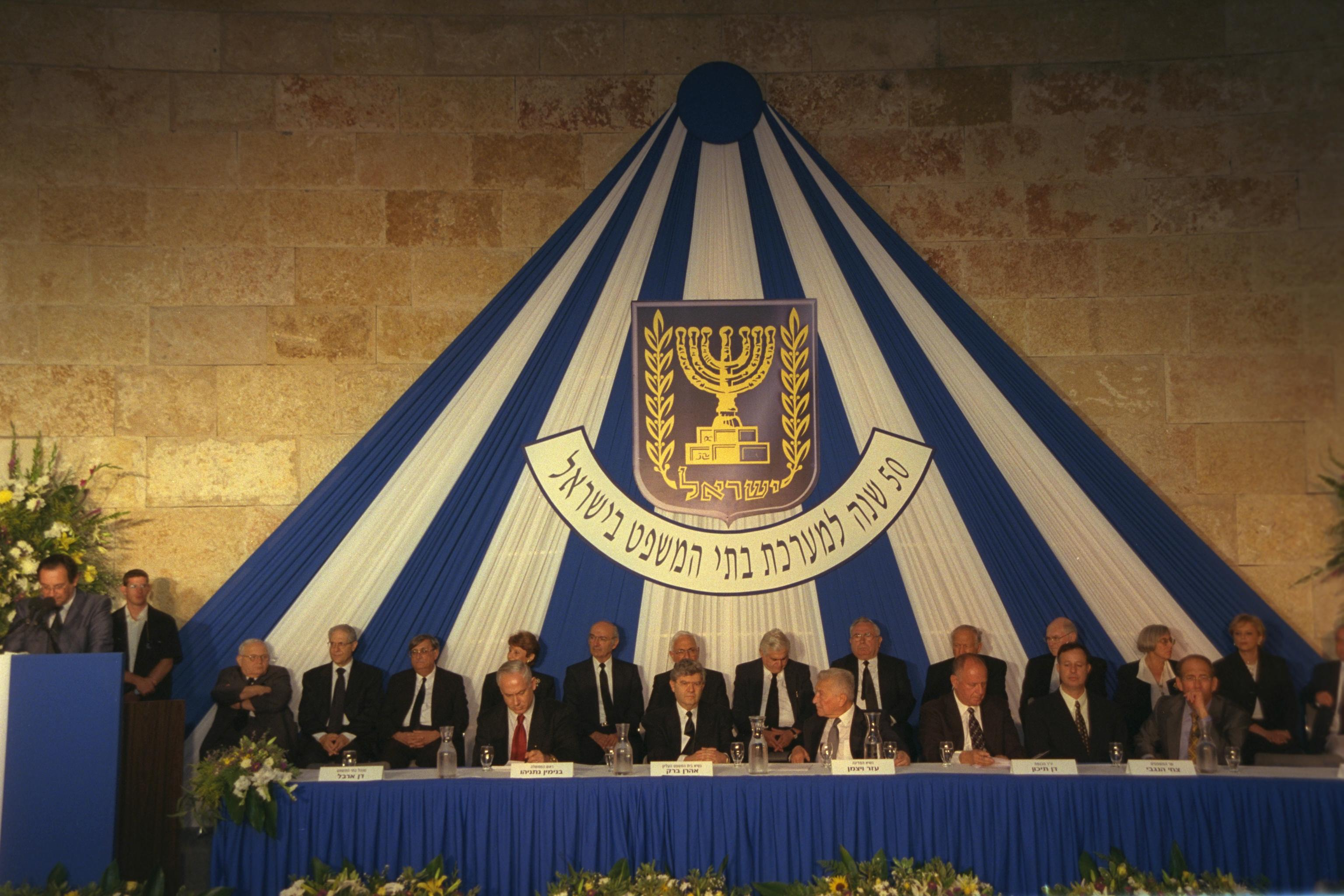
احتفالية اليوبيل الذهبي للمحكمة العليا الإسرائيلية

قانون إسرائيل يستند الغالب إلى نظام القانون العام، إلا أنه يعكس أيضًا التاريخ المتنوع لإقليم دولة إسرائيل طوال المائة عام الماضية (والذي كان في أوقات مختلفة قبل الاستقلال تحت السيادة العثمانية، ثم البريطانية) وكذلك الأنظمة القانونية لمجتمعاتها الدينية الرئيسية. يستند النظام القانوني الإسرائيلي إلى القانون العام، والذي يتضمن أيضًا جوانب القانون المدني. أكد إعلان الاستقلال الإسرائيلي أنه سيتم كتابة دستور رسمي، إلا أنه تم تأجيل الأمر بشكل مستمر منذ عام 1950، بدلا من ذلك تعتبر القوانين الأساسية لإسرائيل (بالعبرية: חוקי היסוד‏) بمثابة القوانين الدستورية في البلاد. توفر القوانين التي يسنها الكنيست وخاصة القوانين الأساسية، الإطار الذي أثرى بسابقة سياسية وبالفقه، كما أن التأثيرات الخارجية والتاريخية على القانون الإسرائيلي في العصر الحديث متنوعة وتشمل مجلة الأحكام العدلية (العبرية: מג'לה، والقانون المدني من الإمبراطورية العثمانية) والقانون المدني الألماني، والقانون الديني (الهالاخاه اليهودية والشريعة الإسلامية، وتتعلق معظمها بقانون الأسرة)، والقانون العام البريطاني. وقد تأثرت المحاكم الإسرائيلية في السنوات الأخيرة بالقانون الأمريكي والقانون الكندي وإلى حد أقل بالقانون القاري (ومعظمه من ألمانيا).

## التاريخ
تم تأسيس النظام القضائي الحديث في فلسطين - وبعد ذلك دولة إسرائيل- بواسطة ضابط قضائي بريطاني كبير وهو أورم بيغلاند كلارك الذي عينه الجنرال إدموند ألنبي في عام 1918 بعد الاحتلال البريطاني.
نفذت بريطانيا - التي حصلت على تفويض من عصبة الأمم لإدارة فلسطين - نظام القانون العام باستثناء نظام هيئة المحلفين، وتم استعارة سوابق قانونية في الأضرار والعقود من إنجلترا وتم تدوين بعض المجالات القانونية لضمان اليقين القانوني، وهكذا فإن قانون العقوبات في فلسطين كان عمليًا مثل المستخدم من قبل البريطانيين في الهند أو غيرها من المستعمرات والأراضي.
تم التوقيع على وثيقة الاستقلال كبيان رسمي للدولة الجديدة، إلا أنها صيغت كإعلان عالمي وديمقراطي يعبر عن الأفكار النبيلة السائدة في ذلك الوقت بشكل غير ملزم، على الرغم من أنها استخدمت من حين لآخر كأداة إرشادية من قبل المحاكم.
مع إقامة الدولة ظل قانون الإنجليزي كما كان في تاريخ الاستقلال ملزماً، مع تطورات القانون الإنجليزي في فترة ما بعد عام 1948 كانت مقنعة لكنها لم تكن ملزمة. تم تمكين هذا من خلال أول قانون تشريعي لمجلس الدولة المؤقت، الذي سن قانون استقبال كجزء من «قانون التنظيم والإدارة» الذي نشر في 19 مايو 1948 بعد أربعة أيام من إعلان الاستقلال.
لا تزال بعض جوانب القانون العثماني التركي قائمة حتى اليوم، مثل وضع قانون الأحوال الشخصية والزواج في أيدي المحاكم الدينية، كما تبنى الأتراك نظام تسجيل الأراضي النابليوني من خلال إدخالات متعاقبة من الكتل والوطنية [بحاجة لتوضيح]، العديد من قوانين الأراضي التركية لا تزال سارية المفعول. منذ الاستقلال كانت دولة إسرائيل الشابة حريصة على نيل الاعتراف في الساحة الدولية من خلال الانضمام إلى المعاهدات الدولية والمشاركة بشكل كبير في المفاوضات حول المعاهدات الدولية مثل اتفاقية وارسو.
خلال الستينيات كان هناك تهافت لتدوين الكثير من القانونين العامة في مجالات العقود والأضرار. كانت القوانين الجديدة مزيجًا من القانون العام والسوابق القضائية المحلية وبعض الأفكار الجديدة، وفي عام 1977 قامت الكنيست بتدوين قانون العقوبات، منذ تسعينيات القرن الماضي عملت وزارة العدل الإسرائيلية جنباً إلى جنب مع رجال القانون البارزين على إعادة صياغة كاملة لجميع القوانين المتعلقة بالمسائل المدنية. تم تقديم هذه المسودة المدنية الجديدة المقترحة في عام 2006، ولكن من المتوقع أن يستغرق اعتمادها من خلال التشريعات سنوات عديدة إن لم تكن عقودًا. نتيجة " قانون الجيب "، يتم تطبيق أجزاء كبيرة من القانون الإسرائيلي على المستوطنات الإسرائيلية والسكان الإسرائيليين في الأراضي المحتلة.

## نظام المحاكم الإسرائيلي
تتولى محكمة الصلح (بيت مشبات هشالوم) القضايا المدنية التي تقل عن 2.5 مليون شيكل (لكن ليست النزاعات حول ملكية الأرض) والقضايا الجنائية التي تصل فيها العقوبة القصوى إلى 7 سنوات، وتوجد محاكم الصلح في معظم المدن الإسرائيلية. لدى محكمة الصلح 6 تقسيمات فرعية: (1) تتعامل محكمة الأحداث مع المخالفات الجنائية التي يرتكبها أشخاص دون 18 سنة من تاريخ الملاحقة القضائية وبعض القضايا المتعلقة بنقل الأطفال من حضانة الوالدين. (2) تتعامل محكمة الأسرة مع جميع القضايا المدنية التي يكون فيها الطرفان من أفراد الأسرة المقربين. (3) تتعامل محكمة المطالبات الصغيرة مع حالات أقل من 30 ألف شيكل. (4) «الهوتساع لابوال» هو مكتب المحضرين لتحصيل الديون. (5) تتعامل محكمة المرور مع جميع المخالفات المرورية. (6) تتعامل محكمة القضايا المحلية مع جميع الجرائم التي تحاكمها السلطات المحلية (مثل تذاكر وقوف السيارات، مخالفات التخطيط وما إلى ذلك).
تتعامل محكمة المقاطعة (بيت مشبات ميهوزي) مع جميع المسائل المدنية والجنائية التي لا تخضع لولاية محكمة الصلح بما في ذلك النزاعات حول ملكية الأرض، وتتمتع هذه المحكمة أيضًا بالولاية القضائية على معظم القضايا الإدارية، وتتلقى هذه المحكمة أيضًا الطعون من محكمة الصلح، وهناك ست محاكم تقع واحدة في كل منطقة من مناطق إسرائيل: القدس (لديها أيضا اختصاص إضافي للمسائل الإقليمية)، تل أبيب، حيفا، المركز (في بتاح تكفا)، الجنوب (في بئر السبع)، والشمال (في الناصرة).
تنظر المحكمة العليا الإسرائيلية (بيت مشبات إليون) في الغالب في الطعون المقدمة من محكمة المقاطعة، ولكنها تنعقد أيضاً بصفتها محكمة العدل العليا وهي بذلك تنظر في القضايا الإدارية التي لا تخضع لسلطة محاكم المقاطعة، وتتولى المحكمة العليا التي تنظر في القضية بصفتها محكمة العدل العليا إلى العديد من القضايا السياسية والحالات ذات الأهمية الدولية.
تستمع محاكم العمل (بيتي هآدان ليآفودا) إلى جميع الحالات التي يكون فيها الطرفان صاحب عمل وموظف، وجميع القضايا ضد معهد التأمين الوطني وبعض الأمور الأخرى ذات التوجه الاجتماعي. وهو نظام مستقل يتألف من 5 محاكم محلية (القدس وتل أبيب وحيفا والجنوب والشمال) ومحكمة وطنية واحدة في القدس (بيت هآدان هارتسي).
هناك أيضًا محاكم دينية في إسرائيل، وتدخل في نطاقها اختصاصها بعض المسائل القانونية المحددة في إسرائيل (على سبيل المثال، مسائل الأحوال الشخصية مثل الزواج والطلاق). هناك قائمة من الطوائف الدينية المعترف بها قانونًا: اليهودية والمسلمة واليونانية الأرثوذكسية المسيحية والكاثوليكية الخ، لكن الطائفة المسيحية البروتستانتية الصغيرة في إسرائيل غير معترف بها؛ لهذا فالمجتمع اليهودي لا يشمل الطوائف غير الأرثوذكسية والإصلاحية والمحافظة ولكل مجتمع ديني محكمة دينية خاصة به، على سبيل المثال لا يُصدق على الزيجات اليهودية إلا من قبل المجلس الديني المحلي، ويتم التعامل مع الطلاق من اليهود حصرا من قبل المحاكم الحاخامية، وقضاة المحاكم الحاخامية اليهودية (دايانيم) هم جميع الحاخامات الأرثوذكس (الأمور المتعلقة بالطلاق مثل توزيع الممتلكات وحضانة الأطفال وما إلى ذلك يتم التعامل معها في محاكم الأسرة، لكن سيتم تطبيق قانون الأحوال الشخصية للأطراف).
يتم اختيار القضاة في مختلف المحاكم من قبل لجنة مؤلفة من 9 أعضاء: 3 قضاة في المحكمة العليا، و 2 وزراء في الحكومة (أحدهم وزير العدل)، و 2 من أعضاء الكنيست (واحد من المعارضة)، و 2 ممثلين عن نقابة المحامين، ويختلف تشكيل اللجنة قليلاً عند اختيار قضاة محكمة العمل أو قضاة المحاكم الدينية.

## روابط خارجية
- دليل القانون الإسرائيلي
- القوانين الأساسية لدولة إسرائيل من وزارة الخارجية الإسرائيلية
- القضاء
- شريط إسرائيل نسخة محفوظة 6 فبراير 2007 على موقع واي باك مشين.
- محاكم إسرائيل (الفرع القضائي لإسرائيل)
- الكنيست (الفرع التشريعي لإسرائيل)
- وزارة العدل الإسرائيلية (هيئة الفرع التنفيذي المسؤولة عن الفرع القضائي لإسرائيل)
- قانون العقود من إسرائيل
- تحديث بانتظام المقالات حول القانون في إسرائيل
- اختيار المواد للمستهلكين القانونيين في إسرائيل